# March Engineering
March Engineering va ser un constructor britànic de Fórmula 1 i altres competicions. Va participar en 207 Grans Premis, entrant un total de 575 actuacions.